# Tommy Thumb's Pretty Song Book
Tommy Thumb's Pretty Song Book är den tidigaste existerande tryckta samlingen av barnkammarrim (engelska: nursery rhymes) på engelska. Den publicerades i London av Mary Cooper 1744. Den var en uppföljare till den förlorade Tommy Thumb's Song Book och innehåller de äldsta versionerna av många välkända och populära rim och ramsor, samt även många som sedan länge är bortglömda.
I många år trodde man att det ännu bara existerade ett enda exemplar, det som nu finns i British Library, men år 2001 upptäcktes ännu ett exemplar som såldes för 45 000 pund.

## Innehåll
Samlingen innehåller bland annat
- Sing a Song of Sixpence
- Baa Baa Black Sheep
- Hickere, Dickere, Dock